# روبلینگن ام زه
روبلینگن ام زه (به آلمانی: Röblingen am See) یک منطقهٔ مسکونی در آلمان است که در Seegebiet Mansfelder Land واقع شده‌است. روبلینگن ام زه ۳٬۰۵۹ نفر جمعیت دارد.